# Ardisia gigantifolia
Ardisia gigantifolia Stapf – gatunek roślin z rodziny pierwiosnkowatych (Primulaceae). Występuje naturalnie w Wietnamie, Laosie, Tajlandii, Malezji, Indonezji oraz Chinach (w prowincjach Fujian, Guangdong, Hajnan, Jiangxi, Junnan, Kuangsi, Kuejczou oraz Syczuan). 

## Morfologia
PokrójZimozielony krzew dorastający do 2–8 m wysokości, tworzący rozłogi.
LiścieBlaszka liściowa ma owalny, eliptyczny lub lancetowaty kształt. Mierzy 25–48 cm długości oraz 5–9 cm szerokości, jest całobrzega, ma klinową nasadę i spiczasty wierzchołek. Ogonek liściowy jest nagi i ma 20–40 mm długości.
KwiatyZebrane w gronach (o 20–35 cm długości) wyrastających z kątów pędów lub na ich szczytach. Mają działki kielicha o owalnym kształcie i dorastające do 2 mm długości. Płatki są owalne i mają białą barwę.
OwocPestkowce mierzące 6 mm średnicy, o kulistym kształcie.

## Biologia i ekologia
Rośnie na brzegach cieków wodnych, terenach bagnistych oraz w lasach. Występuje na wysokości od 1000 do 1500 m n.p.m.